# スポーツにおけるイスラエル・ボイコット
スポーツにおけるイスラエル・ボイコットとは、イスラエルのスポーツ選手との対戦拒否、及びその結果生じる様々な形での失格行為のことをいう。イスラエルのスポーツ選手は個人、団体を問わず、中東戦争の影響により、いくつかの競技大会から締め出されてきた。イスラエルが参加したオリンピックを含む数多くの国際競技大会においても、アラブ人やイスラム教徒の選手から対戦を避けられている。いくつかの国は自国の選手に対して、イスラエルの選手との対戦拒否や、イスラエル国内で開催される大会への不参加を強いてさえいる。イスラエルはアジアに位置しているが、中東アジア諸国が特に強硬なのでイスラエルは各競技の大陸競技連盟もアジアではなくヨーロッパのものに加盟している場合が多い。しかしながら、2019年5月にボイコットの中心的な勢力だったイランが、長年に渡るイスラエルとの対戦拒否の姿勢に変更を加えることを表明したと、国際柔道連盟 (IJF) 側は説明した。これに対して、イラン側はIJFの発表を否定した。

## 各スポーツでのケース

### サッカー
イスラエルサッカー協会は1954年から1974年までアジアサッカー連盟(AFC)に加盟していたが、アラブ連盟によるイスラエルボイコットの影響により、アラブ諸国やイスラム諸国から対戦を拒否されてきた。その最も顕著な例は1958年のFIFAワールドカップ・予選で、各国の対戦拒否により1度も試合をせずに予選を勝ち上がることになったが、国際サッカー連盟(FIFA)によりそれが問題視されて、ウェールズとの大陸間プレーオフを行うように指示された。結果、敗れたために本戦には出場できなかった。
1974年にイスラエルは、クウェート主導による投票の結果、賛成17、反対13、棄権6によりAFCから除名された。その後、地域連盟への未加盟状況が続いたが、1992年にヨーロッパサッカー連盟(UEFA)に受け入れられた。1994年にはUEFAの正式メンバーになった。ボイコット、投資撤収、制裁(BDS)運動の支持者は、イスラエルをFIFAから除名ないしは資格停止にするよう提唱しているものの、その試みは成功していない。2017年8月にサッカーのイラン代表選手で主将を務めるマスード・ショジャエイとイフサン・ハジサフィの2名が、ギリシャのクラブチームであるパニオニオスFCに加わってイスラエルのクラブチームであるマッカビ・テルアビブFCと対戦したことを受けて、イランサッカー連盟はこの両者を代表から永久追放した。
イスラエルを巡る厳しい国際情勢が存在する一方で、アラブ系の選手がイスラエルのスポーツチームへ加入するケースが増加している。とりわけイスラエルのサッカー代表にはリファート・トゥルク、ナジワン・ギュライーブ、ワリド・バディール、サリム・トゥアマ、アッバス・スアーンなど、著名な選手が加わっている。2023年3月にFIFAは、インドネシアで開催予定だったサッカーのFIFA U-20ワールドカップを取りやめることを公表した。抽選会を開催するはずだったバリの州知事が、今大会への出場を決めたイスラエルの追放を呼び掛けたことがこの決定に影響したとも指摘されている。

### 陸上
ケニアのマラソン選手だったレオナルド・ムチェル・マイナは、2004年にバーレーンへ国籍を変更して｢ムシール・サレム・ジャウヘル｣に改名すると、2006年のアジア大会陸上競技では5000メートルで銀メダルを獲得した。しかし、2007年にイスラエルで開催されたティベリアス・マラソンに出場したところ、バーレーンの市民権を剥奪された。その年にケニアの市民権を回復すると、2008年から2010年までティベリアス・マラソンに再び参加した。

### 競泳
イランの競泳選手であるモハメド・アリレザイは、2008年の北京オリンピックと2009年及び2011年の世界水泳選手権でイスラエルの選手と同じ組に入ったために棄権した。2011年の大会では出場を望んでいたものの、圧力によって辞退させられたという。出場の意思を示したことが原因で、2012年のロンドンオリンピックでは代表候補を外された。
2019年1月にマレーシア当局は、7月にクチンで開催される世界パラ水泳選手権に参加予定だったイスラエルのパラリンピック競泳チームの入国ビサ発給を拒否することを明らかにした。なお、マレーシアの首相であるマハティール・ビン・モハマドは、オーストラリアがイスラエルの首都をエルサレムと認知したことに強く反発していた。これに対して国際パラリンピック委員会（IPC）は、イスラエル選手の排除を理由にマレーシアから開催権を剥奪した。

### テニス
2009年にはガザ紛争への怒りに駆られたアラブ人や左翼が関係していると見られるイスラエルの選手に対する全面的ないしは部分的なボイコットが増大した。イスラエルのテニス選手であるシャハー・ピアーはドバイで開催されるバークレーズ・ドバイ・テニス選手権へのビザ発給を拒否された。それを受けて、セリーナ・ウィリアムズやアンディ・ロディックなどのスター選手はドバイ当局の決定を非難すると、ロディックは大会から引き上げた。ケーブルテレビは大会の放映を取り止めた。この件でドバイテニス協会には30万ドル(約2800万円)の罰金が科せられた。また、ドバイ当局はこの年に同じイスラエルのテニス選手であるアンディ・ラムともビザ発給に関連したトラブルを引き起こした。
2009年3月にスウェーデンのマルメで開催されたデビスカップのスウェーデン対イスラエル戦では、当初マルメのテニス関係者や市当局が反イスラエル暴動の懸念により大会の中止を求めていたが、イスラエルは参加することになった。一方、スウェーデンの棄権による大会中止も望んでいなかったために、混乱を避けるための安全上の処置として、無観客試合で大会を開催した。その結果、市当局はデビスカップの開催権を5年間剥奪されることになった。

### チェス
2011年にイランのチェス選手であるエーサン・ガエム・マガミが国際大会でイスラエル選手との対戦を拒否したために大会から追放された。その後、2017年にスイスで開催されたチェスの大会でもイランの選手がイスラエルの選手との対戦を拒否した。その一方で、イランの15歳のチェス選手が国際大会でイスラエルの選手と対戦したために、ナショナルチームから排除された。また、2017年12月にサウジアラビアで初開催された国際大会ではイスラエル選手のビザ発給が拒否された。イスラエルのチェス連盟は参加予定だった選手7名がこの1件で職業上及び金銭上の損害を蒙ったとして、主催者の国際チェス連盟に補償を要求した。2018年7月に国際チェス連盟はチュニジアに対して、7歳の少女チャンピオンを含めたイスラエル選手団のビザ発給を拒否するなら、2019年にチュニジアで開催予定の国際大会を取り止めると語った。

### レスリング
2017年11月にポーランドのブィドゴシュチュで開催されたU-23レスリング世界選手権の86kg級初戦で、イランのアリレザ・カリミ・マシアニがロシアのアリハン・ジャブライロフと対戦して3－2でリードしていたものの、この試合に勝つと次戦でイスラエルのウリ・カラシニコフと対戦することが判明したために、コーチがタイムを取ってマシアニを呼び寄せてわざと負けろとの指示を与えると、マシアニはなす術なくポイントを取られ続けて3－14でテクニカルフォール負けした。結果、この階級ではジャブライロフが優勝、カラシニコフが3位になった。なお、マシアニは2013年にも類似の行動を取ったという。イランレスリング連盟はマシアニを英雄と賞賛した。
一方、この件に関して世界レスリング連合（UWW）は調査に乗り出した。2018年2月にUWWはマシアニに6ヶ月、コーチのハミドレザ・ジャムシディに2年間の出場停止処分を科した。イランレスリング連盟はこの決定に抗議するとともに、イスラエルとの対戦を拒む姿勢に変更を加えるつもりはないと警告した。
2022年9月にセルビアのベオグラードで開催されたレスリング世界選手権のフリースタイル70㎏級でイランのアミル・ヤスダニが、初戦で対戦予定だったイスラエルのジョシュ・ファインシルバーに不戦敗となった。表向きの理由は体重超過となっているが、実際はイスラエル選手との対戦を避けるための行為だったとみなされている。イランのグレコローマンレスリングナショナルチームの監督だったサルダル・パシャエイによれば、イランの保安要員はイランが参加するあるゆるスポーツの国際大会に同行して、イスラエル選手との対戦拒否を指示する権限を有しており、イランのスポーツ関係者にはこの点に関する決定権はないと言う。

### 柔道
柔道においてもイスラエルの選手は度々政治的理由から対戦を避けられてきた。とりわけ有名なケースとして、2004年のアテネオリンピック66kg級で世界選手権を2連覇していたイランのアラシュ・ミレスマイリが、初戦でイスラエルのエフド・バクスとの対戦が決まると、「パレスチナとの連帯を示すため」に棄権したケースが挙げられる。この時は減量をせずに計量に臨んで失格となったが、政治的な棄権への罰則を回避するため、敢えてそのような手段で対戦を避けたと言われている。国際柔道連盟(IJF)もこの件に関しては政治的な棄権と断定するだけの材料を有していなかったこともあり、結果として処分を科さなかった。ミレスマイリの棄権はイラン国内では賞賛され、金メダリストと同等の待遇を受けた。なお、イランオリンピック委員会の広報部は、「イスラエル選手との対戦辞退を定めた規則は一切ない。すべてのイラン人選手は、イスラエルの政権の残酷さを理解しており、自らの意思で対戦を拒否している」との見解を示した。
同じイランの柔道選手であるバヒド・サレクは、2005年の世界選手権60kg級に出場すると、準々決勝でカザフスタンのサラマト・ウタルバエフに一本負けした。その後の敗者復活戦においてアゼルバイジャンのニジャット・シハリザダと対戦するも、この試合を勝つとイスラエルのガル・エクティエルと対戦することになるため、わざと負けるように強制されて一本負けした。その対価として家や車の提供が約束されたにもかかわらず、結局提供されることはなかった。そのため、嫌気がさしてドイツへ移り、そこで競技を続けることになった。
このように、対戦を避ける側は政治的問題にならないように、イスラエル選手との対戦前の試合で意図的に負けたり、計量での失格、あるいは病気やケガなどを理由に試合から身を引く傾向にあった。しかしながら、2015年からIJFは八百長や戦略的な対戦拒否が疑われる試合の調査を厳格化することに決めた。病気などを理由に試合を行わなかった選手は、IJFの医事委員会において診断書を発行してもらう必要がある。もし正当な理由なく対戦を避けたことが判明すれば、IJFの規律委員会によって処分が検討される。イスラエル男子ナショナルチームのコーチであるオレン・スマジャは言う。｢スポーツは政治から自由であるべきだが、我々は毎年この問題に直面してきた。常に我々がターゲットにされてきた。もっと早くこの問題にケリをつけるべきだった｣。
2015年10月にUAEで開催された柔道のグランドスラム・アブダビ2015では、出場を予定していた元63kg級世界チャンピオンのヤーデン・ジェルビや73kg級ヨーロッパチャンピオンのサギ・ムキなどを含むイスラエルの選手15名が、イスラエルと国交のないアブダビ当局からビザ発給を拒否される事態となった。IJFが事態の打開に向けて動き出した結果、イスラエル選手団にもビザが発給されて大会への参加が可能となった。但し、イスラエルの旗の下ではなく、IJFの旗の下での参加を余儀なくされることになった。今回の措置はイスラエル選手団の安全を確保し、なおかつ大会をスムーズに進行させるために取られたものであり、イスラエル柔道連盟会長のモシェ・ポンテもそれに同意した。ジェルビによれば、アブダビで開催される国際大会への参加は6年前から試みられていたが、今回ようやくそれが実現されることになったという。なお、イスラエル選手団は2015年5月にモロッコのラバトで開催されたワールドマスターズ2015では入国こそ認められたものの、空港で一時拘束される事態となり、会場では選手が畳に上がるたびに野次やブーイングを浴びるなどのトラブルが発生していた。一方で、イスラエルのスポーツ・文化大臣であるミリ・レジェブは、一連の事態は決して許容できるものではないとして、このようなことを常態化させないために何らかの対策を講じる必要があると語った。
2016年のリオデジャネイロオリンピックでは、女子52kg級に出場予定だったサウジアラビアのジョウド・ファーミイが大会を欠場した。初戦を勝ち上がると2戦目でイスラエルのジリ・コーヘンと対戦することになるので、それを避けるために試合に出場しなかったのではないかとも指摘されている。しかし、サウジアラビアの公式筋はファーミイが事前の練習でケガをしたために欠場したのだと説明した。
また、男子100kg超級で今大会銅メダルを獲得したイスラエルのオル・サッソンが初戦でエジプトのイスラーム・エルシャハビに一本勝ちしたが、その直後にサッソンが握手を求めるとエルシャハビは後ずさりをしてこれを拒み、畳から降りようとした。しかし、審判に呼び戻されて一礼はした。エルシャハビは自国の強硬派やマスコミからイスラエルとの対戦を拒否するように盛んに圧力がかけられていたという。それでも本人の意思により試合には出場したものの、握手は拒むこととなった。IJFによれば、柔道の試合で礼をすることは義務だが、握手は各選手の任意であるとの見解を示しており、この件で処分を科すか決まっていないという。一方でIOCは、「五輪精神に反した行動で受け入れることはできない」として事実関係を調査した結果、オリンピックにおけるフェアプレーと友好精神に悖る行為だと認めて厳重注意処分とした。また、エジプトオリンピック委員会にも選手への適切な教育を求めることとなった。後に本人は次のような釈明を行った。「試合の棄権を求める声もあり、試合前から重圧があった。柔道のルールを守った上で、（イスラエルを敵視する）アラブ人やイスラム教徒の感情を尊重し、握手は拒むことを決めた」「相手選手は過去にエジプト選手に握手を拒まれたことがある。私が握手を拒むと分かっていて、あえて近づいてきた。世界が注目する中、問題を政治化したのは相手選手だ」。
2017年のグランドスラム・アブダビでは2015年大会の時と同じく、イスラエル選手団はIJFの名の下での参加を余儀なくされた(2016年大会には出場しなかった)。世界ユダヤ人会議からの要請を受けたIJF会長のマリウス・ビゼールは、今大会を主催するUAEの柔道連盟に対して他の国同様にイスラエルも平等に扱うように要求したものの、イスラエルと国交のない同国の連盟は安全保障上の理由から受け入れることはなかった。なお、66kg級で優勝したイスラエルのタル・フリッカーの表彰式ではIJFの旗が掲揚されてIJFの歌が流されたが、フリッカーはイスラエルの国歌ハティクヴァを口にした。フリッカーは「スポーツは政治に屈してはならない」と語った。一方、イスラエル柔道連盟会長のモシェ・ポンテはUAEの歓待に感謝の意を示した。また、UAEの柔道連盟会長とアブダビスポーツ協議会の事務局長は、73kg級の初戦でUAEのラシャド・アルマシュジャリがイスラエルのトハル・ブトブルとの握手を拒否したことを詫びるとともに、今大会でのイスラエルの健闘ぶりを称えた。ビゼールは、イスラエル選手団が今大会においてイスラエルを表象できなかったものの、非常によい取り扱いを受けたとの認識を示すとともに、今後はさらに事態が改善されることを期待すると述べた。
2018年7月にIJFはグランドスラム・アブダビとグランプリ・チュニスに対して、政治によるスポーツへの不干渉の原則に鑑みて、イスラエルの選手を他の国同様に国旗の表示や国歌の演奏などで平等に扱うように要求したものの、明確な回答が得られなかったために、今後に予定されていた両大会の延期を発表した。しかし、9月になってアブダビ当局がイスラエルを含めた全ての国を平等に扱うと通達してきたため、キャンセルになっていたグランドスラム・アブダビ大会が当初の予定通り10月に開催されることになった。
その大会では、81㎏級決勝でイスラエルのサギ・ムキがベルギーのマティアス・カスを技ありで破って優勝したことにより、UAEでは初めてとみられるイスラエルの国歌が演奏された。続いて100kg級でもピーター・パルチックが優勝した。試合後にムキは、「もはやイスラエルの選手であることを隠す必要はない。とてもうれしい」とコメントした。また、今大会にはイスラエルのスポーツ・文化大臣であるミリ・レジェブも会場を訪れており、81㎏級の表彰式ではプレゼンターとしてムキに金メダルを授与した。一方、81㎏級の準決勝で世界チャンピオンであるイランのサイード・モラエイがカスと対戦するも、開始早々に左足首を挫いたとして棄権負けになった。しかし、IJFからは今回の一件が決勝でムキとの対戦を避けるためのモラエイによる虚偽申告だと判断されることはなかった。
2019年1月、IJFはイスラエルでグランプリ・テルアビブの名称で国際大会を初開催。イスラエルはアジアに位置していながらイスラエル以外のアジアからの参加はキルギスタン、タジキスタン、トルクメニスタン、ウズベキスタンの旧ソ連4カ国にとどまった。2019年2月のグランドスラム・パリ81㎏級準々決勝で世界チャンピオンのモラエイは、世界ランキング209位に過ぎないカザフスタンのラスラン・ムサエフに開始早々一本背負投で敗れたが、続く準決勝でイスラエルのサギ・ムキと対戦することを避けるための意図的な敗戦だったとの疑いがもたれている。モラエイはその後の3位決定戦でリオデジャネイロオリンピックで優勝したロシアのハサン・ハルムルザエフを小外刈で破った直後に右膝を負傷したというアピールをして医務室に向かったため、今大会で2位になったムキが待つ表彰台に姿を現すことはなかった。この一連の事態にIJF会長であるマリウス・ビゼールはTwitter上で、選手がいかにして敗れたかを説明するのは容易なことではないので、注意深くこのケースを分析して、この問題の正しい解決方法を見出すように努めると述べた。その一方で、選手の望みと国の方針が齟齬を来たす場合、自身や家族の立場を考慮すればモラエイが国の方針に背くのはほとんど不可能だとの見解も示した。
2019年5月にIJFは、イランオリンピック委員会とイラン柔道連盟からオリンピック憲章及び差別を容認しないオリンピック精神を全面的に尊重するとの回答が寄せられたことを公表した。具体的な国名こそ言及されていなかったものの、イスラエルに対する拒絶方針の方向転換を意味することは明らかであるとしている。これにより、長年に渡って続いてきたイラン選手によるイスラエル選手への対戦拒否に終止符が打たれる形になったとIJF側は評価している。イラン革命以来、イランはイスラエルを国家として容認しておらず、スポーツの世界でも1983年にウクライナ(旧ソ連)のキエフで開催されたレスリングの国際大会において両者が顔を合わせて以来、イランはイスラエルとの対戦を拒み続けてきた。イラン柔道連盟の会長であるアラシュ・ミレスマイリは2004年のアテネオリンピックの初戦でイスラエルの選手と対戦することになったため、体重超過を理由に対戦を避けた過去を有している。
なお、IJFは交渉の過程で、もしイランが態度を改めなければオリンピックを含めた国際大会へのイランの参加を禁止する揺さぶりをかけていたとも言われる。但しイランの一部メディアは、イランによるオリンピック憲章に対する尊重の表明はいつも通りのことであるとして、方針転換に対して懐疑的な見方を示している。7月にイランオリンピック委員会会長のサイド・レザ・サレヒ・アミリは、イラン指導部の政策に従い、従来通りイランの選手がシオニスト政権下(イスラエル)の選手とは対戦しないことをIJF会長のビゼールに通知したと語った。シオニスト政権下(イスラエル)の選手との対戦は控えることがイスラム諸国の判断であり、現に20カ国の選手がそうしているという。
2019年8月に東京で開催された世界柔道選手権大会にイランから81㎏級世界チャンピオンのモラエイや73㎏級世界3位のモハマド・モハマディが出場予定だったものの、両者ともイスラエルの選手と対戦する可能性が少なからずあることから、イスラエル選手との対戦を容認しないイラン政府の政策に従わざるを得ず出場しないとも報じられたが、モラエイは参加することになった。その大会でモラエイはイスラエルのサギ・ムキが決勝進出を決めた直後の準決勝でカスに敗れると、勝てばムキと同じ表彰台に立たなければならない3位決定戦でもジョージアのルカ・マイスラゼに敗れて5位に終わった。試合後にイスラエル柔道連盟会長のポンテは、モラエイが家族の安全を守るために準決勝と3位決定戦で敢えて敗れる道を選ばざるをえなかったと、自身が得た情報を基に示唆した。
その後、IJF会長のビゼールは、イラン側がモラエイ本人や家族に対して試合を棄権するよう圧力をかけたことを明らかにして、イラン側の対応を厳しく批判した。モラエイ本人も大会後、イランオリンピック委員会委員長会長のサイド・レザ・サレヒ・アミリとスポーツ大臣のダバル・ザニから試合中に棄権を強要されたことを明らかにした。「家族と私に何が起こるかを恐れている」「私は最後まで闘いたいが、国が許さない。助けが必要だ」とも訴えた。IJFに救いを求めたモラエイはビザを所有しているドイツに滞在していることから、ビゼールはモラエイを難民選手団の一員として東京オリンピックに出場させたい意向を示した。なお、モラエイ本人はドイツに難民申請するつもりはなく、東京オリンピックには難民選手団でなくオリンピック旗の下、中立の立場での参加を希望すると語った。その後、滞在しているドイツの当局から正式な難民認定を受けることになった。また、ビゼールはこの件でイラン柔道連盟を処分する可能性を示唆した。加えて、今大会の81㎏級でイスラエルの男子選手として初めて世界チャンピオンになったサギ・ムキは、準決勝でエジプトのモハメド・アブデラールを破った直後に握手を拒否された。この行為についてエジプトの外務省は、スポーツと政治を混同すべきではないと声明を出して、アブデラールを批判した。さらに、アルジェリアのフェティ・ヌリネは73kg級の初戦でハイチの選手に一本勝ちするも(2回戦は不戦勝)、その後の3回戦でイスラエルのトハル・ブトブルとの対戦を拒否して試合を棄権した。なお、アルジェリアの選手は過去にも度々同じ事を繰り返してきた。メジアヌ・デフマニは1991年の世界選手権71kg級初戦でイスラエルのオレン・スマジャと対戦することが決まったため、試合を拒否した。アミナ・ベルカディは2018年のグランプリ・アガディール63㎏級初戦でイスラエルのインバル・シェムシュと対戦することが決まったために、大会から引き上げた。さらには、レスリング選手のマリアム・ベンムサも2011年にローマで開催された国際大会で同様の行動を取った。
2019年9月にIJFは、イラン柔道連盟に暫定的な資格停止処分を科した。そのため、IJF主催の大会にイランから選手は参加できなくなった。10月にIJFはイラン柔道連盟に対して正式な資格停止処分を下した。イラン側がIJFの規定を尊重してイスラエル選手との対戦を受け入れるまで処分は継続されることになるという。一方でイラン柔道連盟会長のアラシュ・ミレスマイリは、今回の決定はモラエイによる虚偽の主張に基づいた不当な処分であるとして反発を示した。
イランのテヘラン出身のモハンマド・ラシュノネジャドは、2017年のアジア選手権60㎏級で2位になるなど実績を上げたが、イスラエル選手との対戦が許されないことを理由に2018年にイランを離れてオランダのアーネムに移住した。そこではコーチも日常的に稽古が積める道場も見出せなかったので、IJFが立ち上げた難民選手支援プログラムを受けることになった。なお、2019年の世界柔道選手権大会に難民選手団が初めて参加することになったが、その中にはラシュノネジャドも含まれている。
2021年2月にモラエイはグランドスラム・テルアビブに出場するためイスラエルのテルアビブへ出向くと、ベングリオン空港でイスラエル柔道連盟会長のモシェ・ポンテの歓待を受けた。イラン出身のスポーツ選手がイスラエルの大会に参加するのは1979年のイラン革命以来初めてのこととなったこの際にモラエイは、「スポーツと政治は別だ。私はスポーツマン。政治問題は決して関係ない」と語ると、IJFは「真の友好をもたらし、懸け橋となった」と賞賛、イスラエルのマスコミも「歴史的偉業」と形容した。その一方で、イラン柔道連盟会長のアラシュ・ミレスマイリはモラエイを利己的で愚かなアスリートだと非難した。試合では友人の世界チャンピオンであるイスラエルのムキが2回戦で敗れたため対戦はならず、決勝でウズベキスタンのシャロフィディン・ボルタボエフに敗れて2位だった。
2021年3月にCASは、イスラエルの選手との対戦を回避させるため選手に圧力を掛けたことを理由にイラン柔道連盟に科したIJFによる無期限の資格停止処分は、IJFの規定に基づいていない処分だったとして、この件に関する審理をIJFに差し戻すことを公表した。イラン柔道連盟には重大な違反があったとしながらも、あくまでもIJFの規定に則った処分が下されるべきだとの判断を示した。その後IJFはイラン柔道連盟に対して、2023年9月まで4年間の資格停止処分を科すことに決めた。IJFやその傘下組織主催の大会に選手は出場できないが、その管轄外である東京オリンピックへの出場は可能となる。2022年9月にCASがIJFの措置を支持する裁定を出したことにより、イランに対する資格停止処分が確定した。
2021年6月の世界選手権でモラエイは7位に終わったものの、3回戦でイスラエルの選手と対戦して勝利を収めた。
2021年7月の東京オリンピック73㎏級に出場予定だったアルジェリアのフェティ・ヌリンは、初戦を勝つと2回戦でイスラエルのトハル・ブトブルと対戦するため、大会を棄権することになった。パレスチナ問題でパレスチナに政治的な支援を行っているヌリンは、「五輪に出場するため懸命に努力してきたが、パレスチナ問題はそれら全てよりも大きい」と語った。なお、ヌリンは2019年の世界選手権3回戦でもブトブルとの対戦を棄権していた。9月にIJFは、フェティ・ヌリンとそのコーチでIJFの殿堂入りを果たしているアマル・ベニクレフが取った対応はオリンピック憲章への違反行為だとして、両者を10年間の資格停止処分に科した。IJFやその傘下組織が主催する全ての大会や活動に携わることが禁じられることになった。
また、東京オリンピックの100㎏超級ではイラン代表だったジャバド・マハジョーブが、イランからカナダに逃れて難民選手団の一員として出場を果たした。マハジョーブは2012年のロンドンオリンピックでは、イスラエルのアリエル・ゼエビと対戦する可能性があったために、イラン当局からの警告により出場辞退を余儀なくされていた。一方で女子78㎏超級の初戦では、サウジアラビアのタハニ・アルカタニがイスラエルのラズ・ヘルシュコに一本負けしたものの、イスラエル選手との対戦を拒まない姿勢を示した。その後IJFはこの行為を称えて、柔道平和賞をサウジアラビアに授与した。
2024年5月にUAEで開催された世界選手権の男子100㎏級初戦で、エジプトのカリム・イブラヒム・ソブヒがイスラエルのピーター・パルチックとの対戦を拒否して不戦敗となった。IJFはこれに対して何らの対応も示さなかった。
2024年7月のパリオリンピック66㎏級初戦でイスラエルのバールーフ・シュマイロフと対戦したモロッコのアブデラマネ・ブシタは、敗れた後に握手を拒否した。2回戦でシュマイロフと対戦したタジキスタンのヌラリ・エモマリは、勝った直後にアラーアクバルと叫んで、同じく握手を拒否した。エモマリはその後の準々決勝で阿部一二三と対戦して合技で敗れたが、2度目の技ありを取られた際に肩を脱臼した。イスラエルを支援するStandWithUsの指導者は、エモマリは彼に相応しい報いを受けたと語った。また、73㎏級の初戦でイスラエルのトハル・ブトブルと対戦予定だったアルジェリアのメサウド・レドーアネ・ドリスは、大会前日の計量で400グラム超過したため失格となった。アルジェリア政府がイスラエルを国家として承認していないことや、2023年パレスチナ・イスラエル戦争を踏まえた上での政治的な動機により、敢えて体重超過した可能性が指摘されている。イスラエル・オリンピック委員会はドリスがわざと試合放棄したとの見解を示した。ドリスと対戦予定だったブトブルは、「彼らは被害者だと思う。アスリートなのに競技に参加させてもらえない。私は本当に彼と戦いたかった」と語った。この件に関してIJFは、大会後に調査と検証を試みるとしている。

### その他のスポーツ
2015年8月にインドネシアのジャカルタで開催された2015年世界バドミントン選手権大会ではイスラエルのミーシャ・ジルバーマンがビザ発給を拒否された。この時は結果として入国できたものの、会場ではイスラエルの国旗が表示されず、大会前の練習も許可されなかった。
2015年9月にオマーンで開催されたRS:Xの国際大会に参加したイスラエルのマーヤン・ダビドビッチも、国際サーフィン連盟(ISA)名義での出場を余儀なくされていた。
2015年11月にクウェートで開催された射撃のアジア選手権は、当初、来年の2016年リオデジャネイロオリンピックの予選を兼ねる大会でもあった。しかし、国際射撃連盟(ISSF)から派遣されて今大会を統括する予定だったイスラエルのヤイル・ダビドビッチがクウェート当局からビザ発給を拒否される事態となった。これに対してIOCは、「オリンピック予選はオリンピック憲章に基づいて開かれなければならず、ビザの申請の拒否はあらゆる差別を禁じている憲章に反する」として、今大会をオリンピック予選から除外することに決定した。
2016年8月にはリオデジャネイロオリンピックの開会式が行われるマラカナン競技場へ向かうバスに乗っていたレバノン選手団のところにイスラエル選手団が乗り込もうとすると、レバノン選手団の団長が乗降口に立ちはだかり、同乗を拒否する事態となった。やむなくイスラエル選手団は別のバスで会場へ向かった。
2016年9月に開催されたリオデジャネイロパラリンピックの女子ゴールボールで、アルジェリアチームが9日のアメリカ戦及び10日のイスラエル戦を欠場した。アルジェリア側は飛行機の遅れで会場に到着できなかったとしているが、政治的な理由であえて会場に姿を現さなかったとの見方も出ている。IPCは今回の行為が政治的理由によるものだと判明した場合は、アルジェリアチームを競技から除外する可能性を示したが、実際にそうすることは難しいともいう。一方、リオデジャネイロパラリンピック日本選手団は今回の行為を受けて、アルジェリアチームの資格剥奪とアルジェリアと対戦した全チームを平等に10-0の不戦勝とするよう国際視覚障害者スポーツ連盟に要請したが、認められなかった。
2018年5月にイスラエルで開催された自転車競技のジロ・デ・イタリアの第3ステージにUAEとバーレーンのチームが参加した。これに対してパレスチナ側は、アラブの連帯を毀損する行為だとして両国に抗議の意を示した。
なお、ナザレス生まれのアラブ系イスラエル人であるボクサーのジョハール・アブ・ラシンは、1997年にIBOのスーパーライト級チャンピオンになった。

### ボイコットへの対応
2018年5月24日、ハーバード大学教授のアラン・ダーショウィッツを含む国際的な法律専門家の一団は、アラブ諸国の競技大会でイスラエルの国旗と国歌が拒絶される事態に対して、スポーツ仲裁裁判所(CAS)へ異議申し立てを行う予定であることを公表した。

## ボイコット一覧
21世紀に入ってからもイスラエルの選手は参加した競技大会において、イスラム諸国の選手によるボイコットに何度となく直面してきた(特にイラン)。これは政治的干渉の結果生じたものだと考えられている

### イラン
| 日付           | 辞退した選手                                | 辞退されたイスラエル選手            | スポーツの種類       | 競技大会名                           | 辞退した公的な理由                                                                                                 |
| -------------- | ------------------------------------------- | ----------------------------------- | -------------------- | ------------------------------------ | --- |
| 2001年2月17日  | ハメド・マレク・ミハンディ                  | ヨエル・ラズボゾフ                  | 柔道                 | 2001年世界柔道選手権大会             | |
| 2004年8月15日  | アラシュ・ミレスマイリ                      | エフド・バクス                      | 柔道                 | 2004年アテネオリンピック             | |
| 2003年6月22日  | イラン代表チーム                            | イスラエル代表チーム                | サッカー             | 2003年夏季スペシャルオリンピックス   | |
| 2005年8月4日   | U-21イラン男子代表チーム                    | U-21イスラエル男子代表チーム        | バスケットボール     | 2005年U-21世界選手権                 | ビザの問題 |
| 2007年1月28日  | アフマド・クサンファンディ(審判員)          | ガル・エクティエル                  | 柔道                 | 2007年グルジア国際                   | |
| 2007年9月18日  | メフディ・モハマディ                        | イリア・シャフラン                  | アマチュアレスリング | 2007年レスリング世界選手権           | |
| 2008年8月10日  | モハメド・アリレザイ                        | トム・ベエリ                        | 競泳                 | 2008年北京オリンピック               | 消化不良 |
| 2009年7月28日  | モハメド・アリレザイ                        | マイケル・マルル                    | 競泳                 | 2009年世界水泳選手権                 | |
| 2009年9月30日  | モハメド・フセイン・ブラヒミ                | トメール・オール                    | フェンシング         | 2009年フェンシング世界選手権         | |
| 2009年10月1日  | アリ・ファジャ                              | スラワ・ジンガーマン                | フェンシング         | 2009年フェンシング世界選手権         | 全てのエントリーを辞退                                                                                             |
| 2009年10月1日  | モハメド・モハゼビニア                      | トメール・ホドロフ                  | テニス               | 2009年ケニア・フューチャー大会       | |
| 2010年4月4日   | イランユースナショナルチーム                | イスラエルユースナショナルチーム    | バレーボール         | 2010年ポルデノーネ国際大会           | |
| 2010年4月10日  | バグヘリ・デフチェシュメフ・メイサム        | モティ・ルガシ                      | テコンドー           | 2010年ベルギーオープン               | |
| 2010年4月28日  | イラン男子ナショナルチーム                  | イスラエル男子ナショナルチーム      | 卓球                 | 2010年ルクセンブルク選手権           | |
| 2010年5月21日  | アリ・シャーホセイニ                        | ミーシャ・ジルバーマン              | バドミントン         | 2010年スペインオープン               | |
| 2010年8月15日  | モハマド・ソレイマニ                        | ギリ・ハイモビッツ                  | テコンドー           | 2010年ユースオリンピック             | |
| 2010年11月4日  | ギャンバリ・ハメド・サヤード                | マオール・ハトエル                  | フェンシング         | 2010年フェンシング世界選手権         | |
| 2010年11月4日  | モハマド・ホセイン・エブラヒム              | コビ・ハトエル                      | フェンシング         | 2010年フェンシング世界選手権         | |
| 2010年11月5日  | セダガティ・ハメド                          | イド・ヘルペル                      | フェンシング         | 2010年フェンシング世界選手権         | |
| 2010年11月5日  | サデグ・アベディ                            | グリゴリー・ベスキン                | フェンシング         | 2010年フェンシング世界選手権         | |
| 2011年7月24日  | モハメド・アリレザイ                        | ガル・ネボ                          | 競泳                 | 2011年世界水泳選手権                 | 疲労 |
| 2011年8月20日  | イラン男子ナショナルチーム                  | イスラエル男子ナショナルチーム      | バレーボール         | 2011年夏季ユニバーシアード           | |
| 2011年9月11日  | ガセム・レザエイ                            | ロベルト・アヴァネシャン            | アマチュアレスリング | 2011年レスリング世界選手権           | |
| 2011年9月18日  | ジャバド・マフジョーブ                      | オル・サッソン                      | 柔道                 | 2011年ワールドカップ・タシュケント   | |
| 2011年10月10日 | シェルビン・トロウエイ                      | オレン・バッサル                    | フェンシング         | 2011年フェンシング世界選手権         | |
| 2011年11月5日  | カベフ・メフラビ                            | ミーシャ・ジルバーマン              | バドミントン         | 2011年プエルトリコ国際チャレンジ大会 | |
| 2015年7月21日  | セイバー・ホシュマンド/アッバス・ポーラガリ | シーン・ファイガ/アリエル・ヒルマン | ビーチバレー         | 2015年FIVBグランドスラム横浜大会     | 負傷 |
| 2017年1月27日  | マジド・ハッサニニア                        | ジョナサン・ギラー                  | 空手                 | 第21回パリ・オープン                 | イランのアスリートにとって各個人が最も重要だと信ずる大義に忠実であるため、及び無防備なパレスチナ国家を支援するため |
| 2017年11月25日 | アリレザ・カリミ                            | ウリ・カラシニコフ                  | レスリング           | 2017年U-23レスリング世界選手権       | コーチの指示によりイスラエル戦の前に敗れる                                                                         |

### その他の国
| 日付           | 辞退した選手の国 | 辞退した選手                   | 辞退されたイスラエル選手       | スポーツの種類 | 競技大会名                           | 辞退した公的な理由 |
| -------------- | ---------------- | ------------------------------ | ------------------------------ | -------------- | ------------------------------------ | --- |
| 2001年7月26日  | チュニジア       | サドク・ハルキ                 | アリエル・ゼエビ               | 柔道           | 2001年世界柔道選手権大会             | |
| 2006年7月6日   | インドネシア     | インドネシアチーム代表チーム   | イスラエル代表チーム           | テニス         | 2006年フェドカップ                   | |
| 2007年7月19日  | クウェート       | モハメド・アル・ガリーブ       | アミール・ウェイントラウブ     | テニス         | 2007年トグリアッティ・チャレンジ大会 | 消化不良 |
| 2008年8月15日  | シリア           | バヤン・ジュマー               | アニャ・ゴストメルスキー       | 競泳           | 2008年北京オリンピック               | |
| 2010年2月7日   | クウェート       | クウェート男子ナショナルチーム | イスラエル男子ナショナルチーム | ビリヤード     | 2010年世界団体選手権                 | 食中毒 |
| 2011年5月5日   | アルジェリア     | ザカリア・チェノウフ           | アダム・サギール               | テコンドー     | 2011年世界テコンドー選手権           | |
| 2011年10月1日  | アルジェリア     | メリエム・モウサ               | シャハル・レビ                 | 柔道           | 2011年ワールドカップ・ローマ         | |
| 2011年10月1日  | アルジェリア     | ラホウ・アブデルマレク         | アルテム・マスリー             | ボクシング     | 2011年世界ボクシング選手権大会       | |
| 2013年10月18日 | チュニジア       | マレク・ジャジリ               | アミール・ウェイントラウブ     | テニス         | 2013年タシュケント・チャレンジャー   | |
| 2016年8月7日   | サウジアラビア   | ジョウド・ファーミー           | ギリ・コーヘン                 | 柔道           | 2016年リオデジャネイロオリンピック   | 稽古の最中に負傷したためだとされるが、初戦を勝ち上がると2戦目でイスラエルのギリ・コーヘンと対戦することになるので、それを避けるためとも見られている |